# Agentschap voor Natuur en Bos

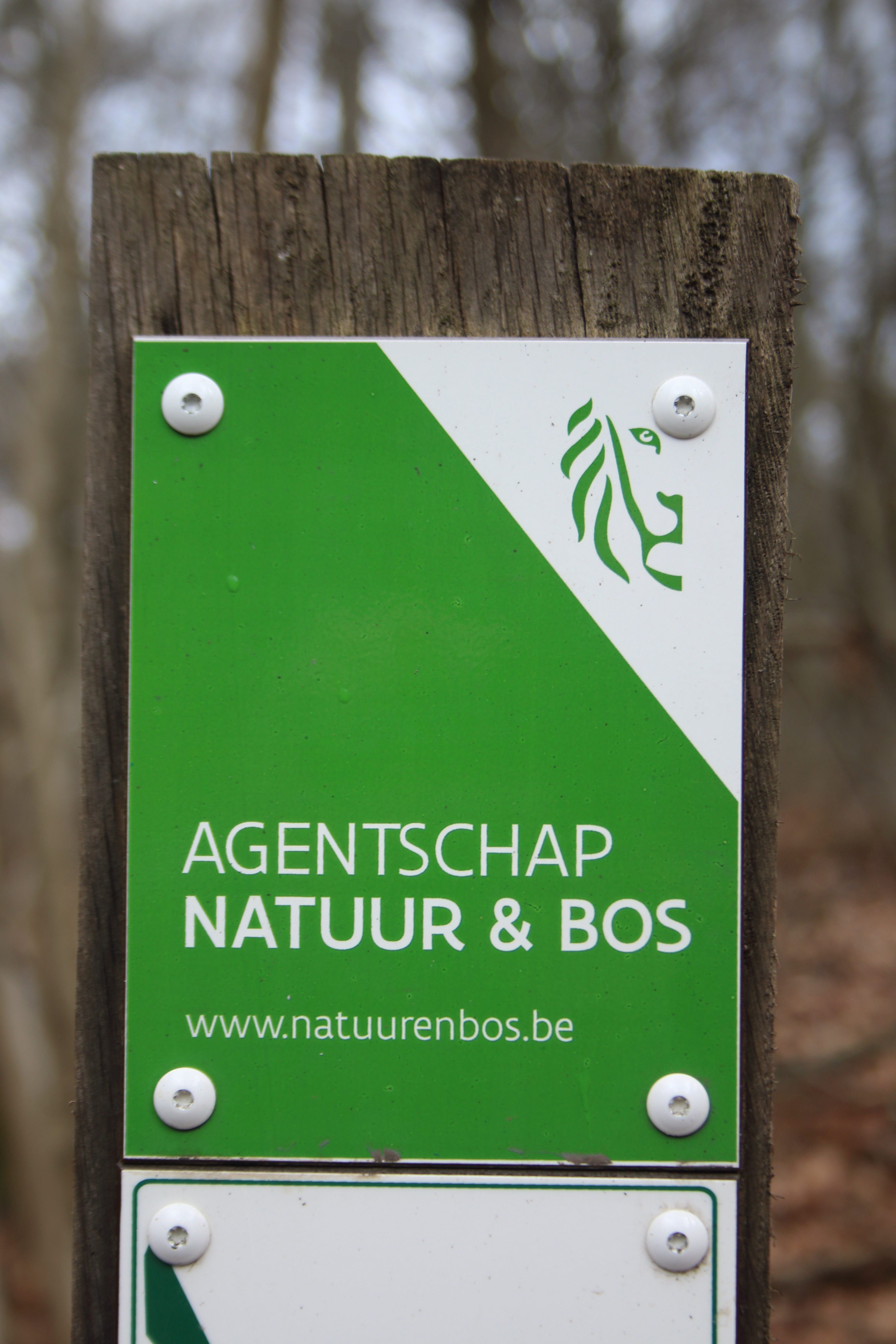
Logo van het Agentschap voor Natuur en Bos in het Drongengoedbos

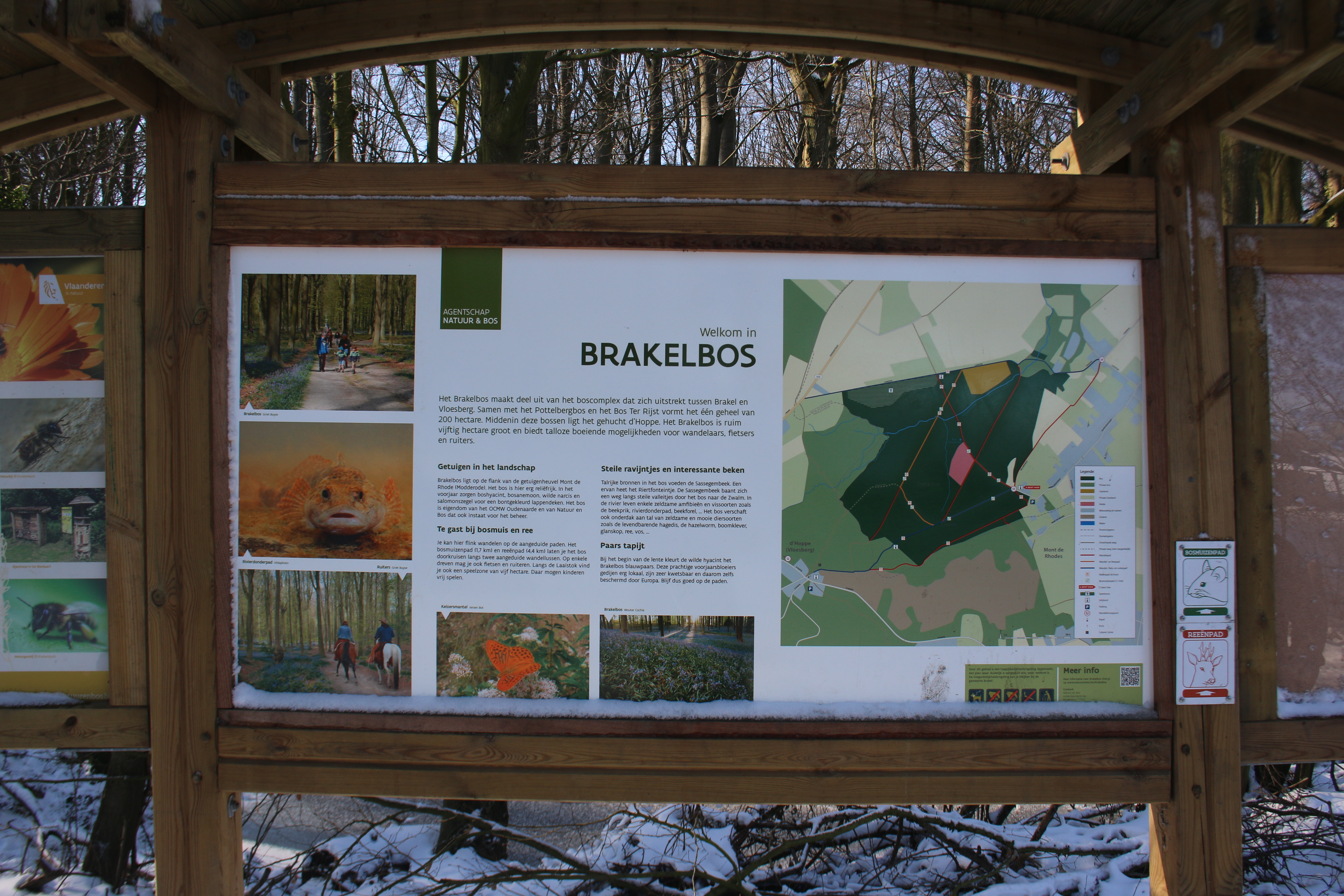
Infobord van het Agentschap voor Natuur en Bos aan het Brakelbos

Het Agentschap voor Natuur en Bos, afgekort als ANB, is een agentschap van de Vlaamse overheid dat ijvert voor het behoud, de bescherming en de ontwikkeling van natuurgebieden, bossen en parken in Vlaanderen. Het ANB beheert 42300 hectare bos.

## Situering

### Ontstaan
Het ANB is ontstaan op 1 april 2006 als een fusie tussen de afdelingen "Natuur" en "Bos&Groen" van het ministerie van de Vlaamse Gemeenschap, die het op hun beurt geërfd hebben in 1983 bij de federalisering van de bevoegdheden. Tot dan was het bestuur der Waters en Bossen bij het Belgische ministerie van landbouw verantwoordelijk.

### Doelstelling
Het ANB heeft als belangrijkste doel de voorbereiding en de uitvoering van het natuurbeleid in Vlaanderen. Daarbij kijkt het toe op de naleving van bosdecreet, jachtdecreet, milieuhandhavingsdecreet, natuurbehoudswet, natuurdecreet, riviervisserijwet en aanverwante wetgeving.
Het ANB als grootste groenbezitter in Vlaanderen met een 800-tal medewerkers, verwerft en beheert een aantal Vlaamse natuurreservaten en openbare bossen. Het beheert zelf 37.300 hectare bossen, natuurgebieden en domeinen. Aangezien het ANB ook anderen helpt bij het beheren van hun domeinen, komt het totaal op zo'n 70.000 hectare.
Een belangrijke rol voor het ANB is weggelegd in de ondersteuning van lokale besturen, bosgroepen natuurverenigingen. Lokale besturen zoals provincies en gemeenten krijgen ondersteuning via intekening op samenwerkingsovereenkomsten. Daarnaast zorgt het Agentschap voor Natuur en Bos voor een financiële ondersteuning bij aankoop van natuurterreinen door de erkende terreinbeherende natuurverenigingen. Na de erkenning wordt financieel ingegrepen in het beheer, de monitoring en de openstelling van deze gebieden. Waar de natuurwaarden sterke potenties hebben, kan het ANB zelf aan natuurontwikkeling doen of het instrument natuurinrichting inzetten. Samen met eigenaars en belangengroepen wordt zo een gebied ingericht om er de natuur optimale kansen te geven. Het ANB ondersteunt ook het natuuronderzoek en begeleidt projecten die de kennis van natuur en natuurlijke systemen vergroten.

### Bijkomende taken en activiteiten
Via een centraal examen werft het ANB ook erkende boswachters aan. In het takenpakket zitten ook sensibilisatie- en educatieve activiteiten in een aantal Vlaamse bezoekerscentra en Vlaamse natuurreservaten.
Het ANB onderhoudt diverse internationale contacten en verzorgt ook mee de naleving van internationale overeenkomsten inzake natuurbescherming.

## Toegankelijkheid van de gebieden beheerd door het ANB
De basisregel houdt in dat voetgangers de paden mogen verlaten in alle natuurgebieden van het Agentschap voor Natuur en Bos, op voorwaarde dat er voor die gebieden geen toegankelijkheidsregeling werd opgemaakt. Honden en andere gezelschapsdieren moeten steeds aan de leiband gehouden worden en mogen de wegen niet verlaten behalve in de hondenzones. Deze regel is ingevoerd in 2017 op voorstel van Joke Schauvliege toen deze minister van Omgeving, Natuur en Landbouw was.